# Mejibray
A MEJIBRAY egy japán visual kei rockegyüttes, amelyet 2011. június 18-án az énekes, Tsuzuku, alapított. A White Side Group kiadó szerződtette le. A zenei stílusuk heavy metal és hard rock, de más műfajok elemeit is használják, mint mondjuk a djent vagy nu metal. A zenekar jelenleg két emberből áll, MiA-ból és Meto-ból. Korábban Ippu volt a gitáros, de 2011 októberében kilépett. 2017. december 31-én a MEJIBRAY menedzsmentje közzétette, hogy Koichi, a zenekar basszusgitárosa, és Tsuzuku, a zenekar énekese, megszüntették a kiadóval kötött szerződésüket, így a zenekar jövője bizonytalanná vált. Tsuzuku és Koichi közös projekten dolgozott, ami a 8P-SB nevet viseli, az első videóajánlójuk 2018. március 6-án került fel a YouTube-csatornájukra.

## Tagok
- MiA - gitár (2011- )
- Meto (メト) - dob (2011- )

### Korábbi tagok
- Ippu (一風) - gitár (2011)
- Tsuzuku (綴) - énekes (2011-2017)
- Koichi (恋一) - basszusgitár (2011-2017)

## Diszkográfia

### Albumok[5]
- Emotional [KARMA] (2012.05.02.)
- THE" 420 "THEATRICAL ROSES (2014.12.03.)

### Mini albumok
- Slivers.exe (2011.12.07.)
- Slivers.exe második kiadás (2012.0506.)
- MESSIAH.bat (2013.05.01.)
- VENOMS.app (2015.05.05.)

### Kislemezek
- Karma - Gareki no Mantichoras (2011.07.25.)
- Toroshina - limitált (2012.09.01.)
- Sadisgate (2012.09.05.)
- EMILY (2012.10.03.)
- AVALON (2013.01.02.)
- DIE KUSSE (2013.02.06.)
- A Priori (2013.09.04.)
- Shuuei (2013.10.02.)
- Raven (2014.03.19.)
- SM (2014.05.07.)
- Theatrical Blue Black (2014.09.24.)
- Nephentes (2015.04.01.)
- Paradgrim paradox (2015.10.07.)
- Arigato GRIMOIRE (2016.03.01.)
- The end (2016.04.06.)

### Maxi kislemezek
- Eiki (2015.05.06)